# Anthrenus basilewskyi
Anthrenus basilewskyi is een keversoort uit de familie spektorren (Dermestidae). De wetenschappelijke naam van de soort werd in 1965 gepubliceerd door Kalík.